# Win Maung
Win Maung (ur. 17 kwietnia 1916 w Hlezeit, Indie Brytyjskie, zm. 4 lipca 1989 w Rangunie, Mjanma) – birmański polityk. 
Pochodził z ludu Karenów. Ukończył Judson College Uniwersytetu Ranguńskiego w 1937 roku. W latach 1947–1956 był ministrem różnych resortów. Trzeci prezydent Birmy (obecnie Mjanma) od 13 marca 1957 do 2 marca 1962. Obalony przez wojskowy zamach stanu generała Ne Wina. Więziony w latach 1962–1967.